# Gyllenhaal
Gyllenhaal er en svensk adelsslægt fra Älvsborgs län. Den nedstammer fra kongsbonden Gunne Olsson i Härene, også kaldet Gunne Haal. Hans søn kavaleriløjtnant Nils Haal (død 1680 eller 1681) adledes 1652 under navnet Gyllenhaal. Slægten introduceredes på Riddarhuset i 1672. Anders Leonard Gyllenhaal udvandrede 1866 til USA og grundlagde en amerikansk slægtsgren, hvoraf flere medlemmer har udmærket sig i filmbranchen.
Til slægten hører blandt andet Johan Abraham Gyllenhaal, Leonard Gyllenhaal, Carl Henrik Gyllenhaal, Lars Herman Gyllenhaal, Mathilda Gyllenhaal, Stephen Gyllenhaal, Lars Gyllenhaal, Jake Gyllenhaal og Maggie Gyllenhaal.
En gren af slægten fik friherrelig værdighed 1837 (introduceret på Riddarhuset i 1838 som slægt nr 388), en anden 1843 (introduceret 1844 som nr 396, Gyllenhaal til Härlingstorp).